# Glicogenosi de tipus I
La glicogenosi de tipus I o malaltia de Von Gierke és una malaltia metabòlica poc freqüent, hereditària autosòmica recessiva, provocada per un acumulació anormal de glicogen. La deficiència de la glucosa-6-fosfatasa (G-6-fosfatasa), que és l'enzim que intervé en el darrer pas en la síntesi de glucosa a partir de les reserves de glicogen hepàtic i de la gluconeogènesi, causa una greu hipoglicèmia. Va ser diagnosticada per primer cop en 1928 per Simon Van Creveld i estudiada histològicament per Edgar Von Gierke el 1929.

## Epidemiologia
S'estima que la incidència és de l'ordre d'1/100.000 naixements i es transmet de forma autosòmica recessiva. L'herència de malalties genètiques es descriu tant pel tipus de cromosoma en què es troba el gen anormal (autosòmic o cromosoma sexual), com pel fet que el mateix gen sigui dominant o recessiu. Si és dominant, el gen anormal d'un dels pares és suficient per a provocar la malaltia i, si és recessiu, és necessari que ambdós gens siguin anormals perquè es produeixi la malaltia. Per tant, la glicogenosi de tipus I està present tant a homes com a dones i és necessari que ambdós pares transmetin el gen mutat perquè aquesta es manifesti. Estadísticament, si ambdós pares són portadors del gen mutat, cadascun dels seus fills té el 25% de probabilitat d'heretar la malaltia, el 25% d'ells de ser sans i el 50% de ser portadors.

### Mortalitat
Les principals causes de mort són convulsions hipoglicèmiques i/o acidosi greu. A la glicogenosi tipus Ib, les infeccions poden ser la causa més probable de mort. És possible, d'altra banda, que es produeixi hipoglucèmia profunda sense símptomes clínics. En l'actualitat, aquest fenomen s'explica mitjançant l'elevació de la concentració de cossos cetònics a la sang, que substitueix la glucosa com a font d'energia pel cervell. La mortalitat, freqüent en altres èpoques, es dona de forma molt extraordinària si el control metabòlic és l'adequat.

## Etiologia
En aquesta forma de glicogenosi, el defecte bàsic es troba en la deficiència a l'enzim glucosa 6-fosfatasa i no pot convertir el glicogen en glucosa lliure (substància de la qual l'organisme obté l'energia). El problema immediat és la baixa quantitat de sucre a la sang; alguns pacients, per exemple alguns nens, tenen serioses hipoglucèmies. L'enzim és escàs al fetge, ronyons i intestí prim, on funciona normalment. El problema metabòlic està centrat al fetge.
El fetge normalment emmagatzema glucosa com a glicogen (usualment fins a 5 g de glicogen cada 100 grams de teixit hepàtic). Normalment, quan el sucre en sang disminueix, aquest glucogen es converteix en glucosa lliure conservant el nivell de sucre normal en sang (glicèmia).
Com els pacients amb glicogenosi de tipus I poden emmagatzemar glucosa com a glicogen però no poden alliberar-ho normalment, amb el temps s'acumulen grans quantitats de glicogen al fetge. Certes hormones, particularment el glucagó, s'incrementen al cos intentant fer créixer el nivell de sucre en sang però això resulta impossible. També s'incrementa considerablement l'àcid làctic (intenta trencar el glicogen en glucosa) i els greixos a la sang. Els greixos estan mobilitzats i s'emmagatzemen al fetge amb el glucogen, això condueix a engrandir el fetge (hepatomegàlia). D'altra banda, el fetge funciona amb normalitat. Els dipòsits de greix poden ocórrer al cor —malaltia de Pompe— i als músculs esquelètics— malaltia de McArdle.

## Classificació
Dins de la glicogenosi de tipus I s'han identificat dos subtipus, la glucogenosi tipus Ia i la glucogenosi tipus Ib. El tipus Ia es deu a una deficiència d'activitat de la glucosa-6-fosfatasa hepàtica i renal. D'altra banda, s'han descrit una sèrie de pacients amb característiques clíniques relativament indistingibles de les glicogenosi de tipus I, però amb nivells normals d'activitat hepàtica de G-6-fosfatasa. S'ha demostrat una deficiència del transport de la glucosa-6-fosfat en pacients classificats com glicogenosi tipus Ib o pseudotipus I. Més tard, s'han descrit altres dos tipus més estranys (Ic i Id) que presenten algun dèficit suplementari.
Les diferències entre el tipus Ia i el Ib no són significatives, amb la particularitat que els afectats pel tipus Ib presenten infeccions bacterianes recurrents (en vies respiratòries altes i intestí) i neutropènia (nivells anormalment baixos de neutròfils, un tipus de cèl·lules blanques de la sang). També poden desenvolupar pancreatitis crònca i inflamació crònica de l'intestí.
La malaltia de Von Gierke o glicogenosi tipus I, pot incloure's en qualsevol de les següents categories:
- Glicogenosi.
- Errors innats del metabolisme.
- Malalties de dipòsit de glicogen.
- Malalties genètiques.
- Malalties rares.

## Símptomes
La malaltia pot manifestar-se en els primers mesos de vida, o bé, en els casos menys greus, cap a finals del primer any. Els nounats poden presentar hepatomegàlia, insuficiència respiratòria, cetoacidosi i convulsions hipoglucèmiques.

### En la infantesa
- Hipoglucèmia: nivells de sucre en sang molt baixos.
- No resposta a la prova de glucagó o adrenalina: S'incrementa l'àcid làctic en sang en lloc dels nivells de sucre.
- Hepatomegàlia: engrandiment del fetge.
- Aspecte de "nina": galtes inflades, extremitats i tòrax prims i un ventre protuberant.
- Intolerància al dejuni, necessitat d'alimentacions freqüents.
- Nivells alts d'àcid làctic, colesterol i greixos en sang (principalment triacilglicerols).
- Retard en el creixement i del desenvolupament motor.
- Sagnats freqüents i xantomes (blaus) per deficiències plaquetàries.
- Neutropènia i increment del risc d'infecció i úlceres a la boca o als intestins pel mal funcionament dels leucòcits (al tipus Ib).

### En la pubertat
- Retard de la pubertat i desenvolupament insuficient.
- Nivell elevat d'àcid úric que pot provocar episodis de gota.
- Adenomes hepàtics. Si no es tracten poden malignitzar-se.
- Càlculs renals o insuficiència renal.
- Osteoporosi, conseqüència d'un equilibri de calci negatiu.
- Proteïnúria i microalbuminúria.

## Diagnòstic
Les tècniques utilitzades per al diagnòstic prenatal d'uns altres trastorns, com l'amniocentesi i l'estudi de vellositats corials, no serveixen per detectar el dèficit de l'enzim glucosa-6-fosfatasa (causa de la glicogenosi de tipus I).
La hipoglucèmia en dejú amb hepatomegàlia, hiperlipidèmia, acidosi làctica i una resposta disminuïda de la glucèmia a l'adrenalina i al glucagó, donen suport al diagnòstic. La perfusió intravenosa de galactosa augmenta més el nivell de lactat en sang que el de glucosa. El diagnòstic inclourà sempre estudis de la sang, radiografies i proves d'ultrasò de fetge (ecografia).
En l'actualitat s'han localitzat diverses mutacions genètiques que originen aquesta malaltia (heterogeneïtat genètica), la qual cosa ha afavorit l'estudi pre i postnatal sense haver de recórrer a tècniques invasives com la biòpsia hepàtica per al diagnòstic enzimàtic. Brody i col·laboradors en 1995 van identificar el gen de la glucosa-6-fosfatasa al cromosoma 17q21.
Davant la impossibilitat de dur a terme un estudi genètic, el diagnòstic definitiu es porta a terme mitjançant la determinació dels nivells de l'enzim glucosa-6-fosfatasa i la presència de dipòsits de glicogen al fetge.

## Tractament

### Tipus Ia i Ib
L'objectiu del tractament consisteix a reduir al mínim l'acidèmia orgànica i conservar els nivells de glucèmia per sobre de 70 mg/dl, evitant amb això la hipoglucèmia secundària a una ingesta insuficient de glucosa.
En el cas de produir-se convulsions hipoglucèmiques, serà necessari no solament recuperar els nivells normals de sucre en sang, sinó també, recuperar l'equilibri metabòlic mitjançant l'administració d'aminoàcids per via intravenosa.
Es recomana l'administració d'aliments d'elevat contingut en midó separats per intervals de 2 ½ a 3 ½ h durant el dia, segons la tolerància individual de cada nen, combinant-se amb tractament amb midó de blat de moro o administració nocturna per sonda de preparats líquids que continguin polímers de glucosa. El tractament ha aconseguit millorar la supervivència i corregir els trastorns del creixement i el desenvolupament. Després de l'inici del tractament, pot veure's un brot de creixement de fins a 1 cm/mes durant el primer any.
La resposta del pacient al tractament amb administració freqüent d'aliments amb alt contingut en midó durant el dia i alimentació nocturna per sonda és variable, millorant la majoria dels trastorns associats a la glicogenosi de tipus I, encara que sense corregir-se la patologia. Els nivells de lactat, àcid úric i triacilglicerols romanen entre lleu i moderadament elevats en la majoria dels pacients.

## Enllaçoz externs
- Asociación Española de Enfermos de Glucogenosis Arxivat 2015-10-29 a Wayback Machine.